# 零［Hz］
零[Hz]（ゼロヘルツ）は日本のヴィジュアル系ロックバンド。東京ミクスチャーロックをコンセプトに掲げている。

## 概要
ROY、Rio、TEIKA、RYOGAが所属していたLONDBOYが2017年10月に解散し、2017年8月に解散した弾丸 NO LIMITに所属していたLeoがTEIKAに誘われ、メンバー5人で活動を開始した。2018年3月20日結成。
バンド名の由来は、「零」は数字の零、「Hz（ヘルツ）」は心臓を表しており、0[Hz]＝振動がない、0からのスタートであることと、その決意が示されている。

## メンバー
ROY
ヴォーカル、作詞担当。誕生日：8月30日。血液型：O型。身長：172cm。
Rio
上手ギター担当。誕生日：8月25日。血液型：AB型。身長：169cm。
零[Hz]のリーダー
Leo
下手ギター、プログラミング担当。誕生日：8月1日。血液型：0型。身長：170cm。
TEIKA
ベース担当。誕生日：12月13日。血液型：B型。身長：175cm。
結成〜2020年1月1日までは ガガ名義で活動していた。
RYOGA
ドラム、マニピュレータ担当。
誕生日： 2月21日 。血液型：不明。身長：170cm。
結成〜2020年1月1日までは Colo名義で活動していた。

## 来歴
2018年3月20日にROY（Vo.）、Rio（Gt.）、Leo（Gt.）、ガガ（Ba.）、Colo（Dr.）の5人で零[Hz]始動。前盤で縁のあったB.P.RECORDのレーベルに所属の上活動を開始。4月29日にCure World Visual Festival @新木場 STUDIO COAST にて初ライブを行う。5月2日にデビューアルバムとなる1stフルアルバム「零聖戦」をリリースし、それを引っさげ零[Hz] 1st Oneman Tour「零聖戦」を決行。8月22日に零[Hz]初のシングル「REDЯUM」を全4タイプリリース。零[Hz] 2nd Oneman Tour「Breed of REDЯUM」を行う。
2019年2月27日に2ndフルアルバム「ZELM」をリリース。3月から零[Hz] 3rd Oneman Tour「Get Ahead AXIZM」で各地を周り、青森公演にてROYが脚を負傷するトラブルがありつつも1st Oneman同様TSUTAYA O-WESTで本ツアーの最後を飾った。また本ツアーにて零[Hz]が8月いっぱいで所属事務所を退所することを報告した。7月に2nd SINGLE「The DOPERA」を4タイプ同時リリースし零[Hz] 4th Oneman Tour「アナクロニズム」を行う。8月31日を以て事務所を退社し、自主活動が始まりWinter Oneman Tourを経て、12月16日に零[Hz]にとって初となるデジタルシングル「結晶」配信限定シングルとしてリリース。
2020年3月16日に零[Hz]公式YouTubeチャンネルを開設。3月25日に3rd SINGLE「DISTURBO」をリリースし、それに伴う5thワンマンツアー「Uncontrollable DISTURBO」を発表しツアーファイナルはマイナビBLITZ赤坂の予定だったが、新型コロナウイルス感染拡大によりツアー全日程中止。7月に過去c/w曲としてリリースしていたライブチューン「IDEATRUMP」「skeles me dop HEADz」のMV、Rerecording verを同時デジタルリリースし、それに伴うワンマンツアー「ANTINOMIE」全9本の公演も新型コロナウイルス感染拡大により全て中止。8月に振替公演として無観客ワンマンライブ「ANTINOMIE」を行い、11月にワンマンツアー「Uncontrollable DISTURBO」の振替公演を有観客にて行う。
2021年3月に「3rd ANNIVERSARY Oneman LIVE 「SIXAXIZ」-2021-」を東名阪で行う。3月24日に4th SINGLE 「SURVIVE」をリリース。4月からワンマンツアー「Seize the SURVIVE」を行う。7月28日に5th SINGLE「VENOM」をリリース。8月からワンマンツアー「VENOMOUSE BUG NOISE」を行う。11月3日に6th SINGLE「RENDEZVOUS」をリリースし、それに伴うワンマンツアー「RENDEZVOUS CHORD」を行う。
2022年3月に「4th ANNIVERSARY ONEMAN LIVE 「SIXAXIZ」-2022-」を東名阪で行う。
2022年4月13日に3年振り3枚目となるフルアルバム「ZODIAC」をリリースし、「ZODIAC」収録の「TRAUM」はテレビ朝日「お願い！ランキング presentsそだてれび」4月度エンディングテーマソングに起用される。初回限定盤には事務所に所属していた頃のシングル「The DOPERA」が再録された上で収録されている。4月16日からバンド史上最大規模となる全36公演のワンマンツアー「ZODIACT TALE」を行う。11月23日に7th SINGLE「DAZZLING ABYSS PARADE」をリリース。それに伴う全15公演のワンマンツアー「DAZZLING ABYSS PARADE」を同日から行う。
2023年3月に「5th ANNIVERSARY ONEMAN LIVE「SIXAXIZ」-2023-」を東名阪で行う。
2023年4月12日に初のベストアルバム「ZERO」をリリース。それに伴う全19公演のワンマンツアー「REGION ZERO」を4月15日から行う。
8月2日に8th SINGLE「TRINITY∴ONENESS」をリリース。それに伴う全23公演のワンマンツアー「THEATER of BRAT」を8月5日から行う。
12月20日に初のMusic Clip Collection DVD「ANTHOLOGY」をリリース。
2024年3月に「6th ANNIVERSARY LIVE「SIXAXIZ」-2024-」を東名阪で行う。
4月17日に1st MINI ALBUM「ZENITH」をリリース。それに伴う全45公演のワンマンツアー「Across to the VANITY」を4月19日から行う。
2024年12月にZEROHZ ONEMAN LIVE「MERRY BLAZER-2024-」を東名阪で行う。12月27日にデジタルシングル「Dear」をリリース。
2025年3月に「7th ANNIVERSARY LIVE「SIXAXIZ」-2025-」を東名阪で行う。

## ディスコグラフィー

### アルバム
デジタル
| 発売日     | タイトル            | 販売形態 | 収録曲              | 備考                                |
| ---------- | ------------------- | -------- | ------------------- | ----------------------------------- |
| 2019/12/18 | 結晶                | デジタル | 結晶                | 配信限定シングル                    |
| 2020/07/31 | skeles me dop HEADz | デジタル | skeles me dop HEADz | アルバム「零聖戦』の再録リカット    |
| 2020/07/31 | IDEATRUMP           | デジタル | IDEATRUMP           | アルバム「ZELM』の再録リカット      |
| 2022/04/17 | 惡鬼招雷            | デジタル | 惡鬼招雷            | マガツノートMAD FANG イメージソング |
| 2024/12/27 | Dear                | デジタル | Dear                | 配信限定シングル                    |
| 2025/07/14 | ZilemmA Mx.Clone    | デジタル | ZilemmA             | 配信限定シングル                    |